# Lista de remanescentes de supernova
Esta é uma lista de remanescentes de supernova.
| Imagem | Nome                | Data de chegada da luz da supernova à Terra | Magnitude aparente | Distância (al)         | Tipo | Remanescente                           |
| ------ | ------------------- | ------------------------------------------- | ------------------ | ---------------------- | ---- | -------------------------------------- |
|        | Sagittarius A Leste | ?                                           | ?                  | 26,000                 | ?    | Sagittarius A Leste                    |
|        | Simeis 147          | >100,000 a.C                                | ?                  | 3,000                  | ?    | Simeis 147 ou Sharpless 2-240          |
|        | W49B                | ?                                           | ?                  | 35,000                 | ?    | Remanescente de uma GRB?               |
|        | W50                 | ?                                           | ?                  | 16,000                 | ?    | SS 433                                 |
|        | Supernova da Vela   | 11º milênio a.C.–9º milênio a.C.            | ?                  | 800                    | ?    | Remanescente de supernova da Vela      |
|        | Nebulosa do Véu     | >3600 a.C                                   | ?                  | 1,400–2,600            | ?    | NGC 6960, 6974, 6979, 6992, e 6995     |
|        | Puppis A            | ~1700 a.C                                   | ?                  | 7,000 approx           | ?    |                                        |
|        | SN 185              | 7 de dezembro de 185                        | ?                  | 8,200?                 | Ia?  | Possivelmente RCW 86                   |
|        | SN 1006             | 1º de maio de 1006                          | −7.5               | 7,200                  | Ia   | SNR 1006                               |
|        | SN 1054             | 1054                                        | −6                 | 6,300                  | II   | Nebulosa do Caranguejo                 |
|        | G350.1-0.3          | por volta de 1100                           | ?                  | aproximadamente 15,000 | ?    | G350.1-0.3                             |
|        | SN 1181             | 1181                                        | −1                 | no mínimo 26,000       | ?    | Possivelmente 3C58                     |
|        | RX J0852.0-4622     | por volta de 1250                           | ?                  | 700                    | ?    | G266.2−1.2                             |
|        | SN 1572             | 11 de novembro de 1572                      | −4                 | 7,500                  | Ia   | Remanescente de supernova de Tycho     |
|        | SN 1604             | 8 de outubro de 1604                        | −2.5               | 20,000                 | Ia   | Remanescente de supernova de Kepler    |
|        | Cassiopeia A        | metade do século XVII                       | +6                 | 10,000                 | IIb  | Remanescente de supernova Cassiopeia A |
|        | G1.9+0.3            | 1868                                        | ?                  | 25,000 approx.         | ?    | Remanescente de supernova G1.9+0.3     |
|        | SN 1885A            | 20 de agosto de 1885                        | +6                 | 2,500,000              | ?    | SNR 1885A                              |
|        | SN 1987A            | 24 de fevereiro de 1987                     | +3                 | 168,000                | II-P | SNR 1987A                              |
|        | EO102               | ?                                           | ?                  | 190,000                | ?    | EO102                                  |